# Eri Klas
Eri Klas (ur. 7 czerwca 1939 w Tallinnie, zm. 26 lutego 2016 tamże) – estoński dyrygent żydowskiego pochodzenia.

## Życiorys
Studiował dyrygenturę w liceum muzycznym w Tallinnie u Arvo Ratasseppa oraz w Konserwatorium w Tallinnie pod kierunkiem Gustava Ernesaka. W latach 1964–1967 kontynuował studia w zakresie dyrygentury orkiestrowej w Konserwatorium w Petersburgu u Nikołaja Rabinowicza. Następnie od 1969 do 1972 był asystentem Borisa Haikina w moskiewskim Teatrze Bolszoj.
W 1964 zadebiutował jako dyrygent w Estońskiej Operze Narodowej spektaklem West Side Story Leonarda Bernsteina. Od tego czasu stale współpracuje z Operą – w latach 1975–1994 był dyrektorem artystycznym i pierwszym dyrygentem, od 2004 dyrygentem honorowym, a od 2005 przewodniczącym Rady Opery.
Razem z Estońską Operą Narodową wyjeżdżał na koncertowe tournée do Paryża, Kopenhagi, Sztokholmu, Helsinek, Moskwy, Petersburga. Współpracował także z innymi operami. W latach 1985–1989 był dyrektorem muzycznym i pierwszym dyrygentem Stockholm Royal Opera, od 1990 honorowym dyrygentem Finnish National Opera, a od 2006 pierwszym dyrygentem Novaya Opera Theatre w Moskwie.
Dyrygował ponad 100 orkiestrami operowymi i symfonicznymi z 40 krajów, m.in. Berliner Philharmoniker, Opéra de Paris SO, London BBC SO, the Hague Residentie-Orkest in Europe, Cleveland Orchestra, Chicago SO, Boston SO, Los Angeles Philharmonic, Detroit SO, San Francisco SO, Washington National SO, Tokyo SO, Sydney SO, Adelaide SO i Melbourne SO. Występował z wieloma artystami światowej sławy, takimi jak Gidon Kremer, Tatiana Grindenko, Natalija Gutman.
Odznaczony szwedzkim Orderem Gwiazdy Polarnej (1989), fińskim Orderem Lwa Finlandii (1992), estońskim Orderem Gwiazdy Białej III Klasy oraz rosyjskim Orderem Przyjaźni (2010).
W 1994 otrzymał tytuł doktora honoris causa od Estońskiej Akademii Muzyki w Tallinnie. Piastował stanowisko profesora nadzwyczajnego w Akademia Sibeliusa. W 2012 otrzymał za swoje zasługi w dziedzinie kultury otrzymał nagrodę Baltic Star.